# Kepler-62 d
Kepler-62 d (также известна по обозначению KOI-701.01) — третья по удалённости от звезды и самая большая экзопланета, обнаруженная на орбите звезды Kepler-62, размером примерно в два раза больше диаметра Земли. Она была обнаружена с помощью транзитного метода, при котором измеряется затемнение, которое вызывает планета, проходя перед своей звездой. Её поток излучения в 15 ± 2 раза больше земного. Из-за её более близкой орбиты к своей звезде, она является супер-Венерой или, если она имеет газовый состав, горячим нептуном с предполагаемой равновесной температурой 510 K (237 °C; 458 °F), слишком горячей для поддержания жизни на её поверхности.

## Физические характеристики

### Масса, радиус и температура
Kepler-62 d — это суперземля, экзопланета с радиусом и массой больше Земли, но меньше, чем у ледяных гигантов Урана и Нептуна. Она имеет равновесную температуру 510 K (237 °C; 458 °F). Ее радиус составляет 1,95 R🜨. Из-за её радиуса (и температуры) она, скорее всего, будет либо супер-Венерой, либо горячим мининептуном без твёрдой поверхности. Однако масса в настоящее время неизвестна, оценки устанавливают верхний предел в 14 ME, реальная масса, как ожидается, будет ниже этого. Истинное значение, вероятно, составляет около 5,5 ME, исходя из её состава.

### Родительская звезда
Планета вращается вокруг оранжевого карлика под названием Kepler-62, вокруг которой вращаются в общей сложности пять планет. Звезда имеет массу 0,69 M☉ и радиус 0,64 R☉. Она имеет температуру 4925 K и возраст 7 миллиардов лет. Для сравнения, возраст Солнца составляет 4,6 миллиарда лет, а его температура составляет 5778 K. Звезда несколько бедна металлами, с металличностью ([Fe/H]) −0,37, или 42 % от солнечной. Её светимость составляет 21 % от светимости Солнца.
Видимая звёздная величина звезды, или насколько ярко она выглядит с точки зрения Земли, составляет 13,65. Поэтому она слишком тусклая, чтобы её можно было увидеть невооружённым глазом.

### Орбита
Kepler-62 d вращается вокруг своей родительской звезды с периодом обращения 18 суток на расстоянии около 0,12 а. е. Экзопланета получает примерно в 15 раз больше света, чем Земля от Солнца.

## Открытие
В 2009 году космический телескоп НАСА «Кеплер» завершал наблюдение за звёздами на своём фотометре, инструменте, который он использует для обнаружения транзитных событий, при которых планета проходит перед своей звездой и затемняет её на короткий и примерно регулярный период времени. В этом последнем тесте «Кеплер» наблюдал 50000 звезд в базе данных Kepler Input Catalog, включая Kepler-62; предварительные кривые блеска были отправлены научной группе «Кеплера» для анализа, которая выбрала очевидных планетарных компаньонов из группы для последующего наблюдения в обсерваториях. Наблюдения за потенциальными кандидатами в экзопланеты проводились в период с 13 мая 2009 года по 17 марта 2012 года. После наблюдения соответствующих транзитов, которые для Kepler-62 d происходили примерно каждые 18 суток (его орбитальный период), в конечном итоге был сделан вывод, что за периодические 18-дневные транзиты отвечает планета. Об открытии планетной системы звезды Kepler-62, а также о планетной системе звезды Kepler-69 было объявлено 18 апреля 2013 года.